# Dietwil
Dietwil is een gemeente en plaats in het Zwitserse kanton Aargau en maakt deel uit van het district Muri.
Dietwil telt 1.285 inwoners.

## Geboren
- Benno Wiss (1962), wielrenner